# Pene d'amor perdute (film)
Pene d'amor perdute (Love's Labour's Lost) è un film del 2000 diretto da Kenneth Branagh.
Il soggetto è basato sulla commedia Pene d'amor perdute di William Shakespeare, con protagonisti oltre allo stesso Branagh, Alessandro Nivola, Adrian Lester e Matthew Lillard.

## Trama
Il Re di Navarra invita i suoi tre amici più cari a sostenere un giuramento molto duro: per tre anni non dovranno pensare ad altro che allo studio, senza frequentare donne, con un solo giorno libero a settimana e non più di tre ore di sonno a notte. Longaville e Dumaine accettano subito, Berowne fa sapere invece che quei compiti sono troppo ardui, ma poi si allinea agli altri. Intanto arriva a corte la principessa di Francia accompagnata da tre avvenenti damigelle. Quando viene informata che non potrà essere ospitata presso la tenuta ma dovrà alloggiare in un accampamento fuori dai cancelli della corte, la principessa prende bonariamente in giro il Re a proposito del giuramento e gli porge una lettera in cui suo padre, il Re di Francia, fa presente la necessità di raggiungere un accordo tra i due regni su vecchie questioni economiche. Il Re e i suoi amici sono subito colpiti dalla bellezza delle fanciulle: da un lato non vogliono spezzare il giuramento, dall'altro non riescono a negare i propri sentimenti. Berowne scrive poesie a Rosalina, così ognuno scopre i sentimenti dell'altro. Il Re riconosce che il voto è stato infranto e decide che è giunta l'ora di corteggiare apertamente le ragazze. Arriva improvvisa la notizia della morte del Re. La principessa e il suo seguito devono rientrare subito in Francia. Dopo molte tenerezze, le ragazze fissano un appuntamento: un anno di attesa per mettere alla prova l'amore degli uomini. Scoppia la seconda guerra mondiale, e tutti in qualche modo sono coinvolti. Si ritrovano alla fine, riuniti nella pace e nell'amore.